# Choroba Webera-Christiana
Choroba Webera-Christiana (choroba Pfeifera-Christiana-Webera) – choroba będąca jedną z postaci zapalenia tkanki tłuszczowej (postać samoistna). Po raz pierwszy została opisana w 1892 przez Victora Pfeifera. W latach 20. XX wieku Frederick Parkes Weber i Henry Christian opisali podobne przypadki.

## Objawy
- bolesne, guzowate zmiany w tkance podskórnej (najczęściej umiejscowione na kończynach)
- bóle stawów i mięśni
- stan podgorączkowy
- spadek masy ciała
- osłabienie
- nocne poty
- dreszcze
- polineuropatia
- hepatosplenomegalia
- objawy neurologiczne

Po wygojeniu się zmian (co trwa kilka tygodni), pozostają wklęsłe blizny. Niekiedy może dojść do powstania przetok.
W trakcie ostrego rzutu choroby może dojść do zapalenia stawów, zapalenie błon surowiczych, zmian zapalnych w nerkach, uszkodzenia wątroby i szpiku.

## Badania laboratoryjne
- wzrost OB
- niedokrwistość
- leukocytoza lub leukopenia
- trombocytoza
- obecność kompleksów immunologicznych
- obniżenie stężenia składowych dopełniacza w surowicy
- białkomocz
- krwinkomocz
- leukocyturia
- hiperlipidemia
- zaburzenia proteinogramu
- podwyższenie poziomu enzymów wątrobowych

## Powikłania
- zakażenia
- krwawienie do OUN
- niewydolność wątroby
- zmiany zakrzepowo-zatorowe
- zawał mięśnia sercowego

## Rokowanie
Choroba ma charakter przewlekły. W kilkunastu procentach przypadków kończy się zgonem (głównie z powodu powikłań).